# Progoniaster
Progoniaster is een geslacht van zeesterren uit de familie Goniasteridae.				

## Soort
- Progoniaster atavus Döderlein, 1924